# Jesus (navn)
 For alternative betydninger, se Jesus (flertydig). (Se også artikler, som begynder med Jesus)
Jesus er et drengenavn, der er medtaget på Familiestyrelsens liste over godkendte fornavne. Navnet "Jesus" er en translitteration af det græske ord Ίησους (Iēsous), der selv er en translitteration af de hebraiske יהושע (Yehoshua). Jesus betyder "Jahve frelser""yehovah frelser". Jesus af Nazareth er den mest kendte med det navn, men allerede på hans tid var det et almindelig drengenavn og er stadig udbredt især i spansktalende lande.
 Der er for få eller ingen kildehenvisninger i denne artikel, hvilket er et problem. Du kan hjælpe ved at angive troværdige kilder til de påstande, som fremføres i artiklen.